# Lockheed SR-71 Blackbird
Lockheed SR-71 je bio napredni, strateški izviđački zrakoplov velikog doleta, brzine preko 3M Sjedinjenih Američkih Država. 
SR-71 koji je razvijan pod okriljem velike tajnosti unutar tzv. "crnih projekata" iz zrakoplova Lockheed A-12 neslužbeno je nazvan "Crna ptica", dok ga posada naziva "Habu" (vrsta zmije). Za mnoga revolucionarna rješenja na ovom zrakoplovu zaslužan je legendarni Lockheedov zrakoplovni inženjer Clarence "Kelly" Johnson dugogodišnji voditelj čuvenog Lockheedovog razvojnog odjeljenja Skunk works.
Obrambene osobine zrakoplova bile su njegova brzina, velika operativna visina leta odnosno znatno sniženi radarski odraz tzv. stealth tehnologija koja zrakoplov čini gotovo nevidljivim za radar, što je važna inovacija u svijetu aeronautičkog inženjerstva, kasnije značajno unaprijeđena i danas korištena na naprednim nevidljivim zrakoplovima.
Ako je bio napadnut raketom zemlja-zrak, zrakoplov bi jednostavno trebao povećati svoju brzinu što je bilo dovoljno za nadvladavanje rakete. 
SR-71 bio je u službi od 1964. do 1998., 12 od 32 zrakoplova su uništena u nesrećama, iako niti jedan nije oboren u neprijateljskim akcijama. SR-71 je držao svjetski rakord u brzini letenja do 1976.godine

## Razvoj i dizajn
Prijašnji Lockheedov izviđački zrakoplov U2 konstruiran od strane odjeljenja Skunk Works za CIA-u bio je relativno spor zrakoplov za sve naprednije i brže sovjetske rakete zemlja - zrak pa CIA krajem 1957.g. odredila Lockheed za razvoj nevidljivog zrakoplova.
Projekt imenovan nazivom Arkanđeo vodio je iskusni zrakoplovni inženjer Kelly Johnson voditelj Skunk Worksa a radovi na razvoju započinju početkom ožujka 1958.g s ciljem da se razvije zrakoplov koji leti više i brže od zrakoplova U2. Razvoj aviona odvijao se je u najvećoj tajnost a za deset mjeseci izrađeno je 11 različitih nacrta, kao najbolji je odabran nacrt inačice A-10 koji je u travnju 1959. nakon sastanka u CIA-i modificiran na način da se postigne 90% redukcije radarskog odraza zrakoplova. 
U veljači 1960.g. CIA potpisuje ugovor u vrijednosti od 96 milijuna dolara za izradu 12 izviđačkih zrakoplova oznake A-12 a sve još dodatno ubrzava incident iz svibnja iste godine za kojega je u letu u svojemu U2 iznad SSSR oboren pilot Francis Gary Powers.
Prvi prototip inačice A-12 poletio je 25.travnja 1962.g. iznad Područja 51 u pustinji u Nevadi.
Ukupno je izrađeno trinaest zrakoplova a razvijene su dvije inačice, presretač YF-12 i nosači bespilotnih letjelica M-21.
Za pogon zrakoplova je predviđen motor Pratt & Whitney J58 ali kako je razvoj motora kasnio zrakoplovi su prvotno opremljeni nešto slabijim motorima Pratt & Whitney J75 da bi kasnije naknadno bili ugrađeni motori J58 kao standard za cijeli projekt.  
Inačica A-12 korištena je kasnije u misijama iznad Vijetnama i Sjeverne Koreje da bi zrakoplov bio povučen 1968.g. zbog nadolazeće inačice SR-71. 
Naposljetku konačnu inačicu SR-71 1964. godine javnosti je predstavio predsjednik SADa Lyndon B. Johnson. 
Većina aviona izrađena je od titanija a cijeli trup mu je noseći. Iza pilota smješten je operator sustava izviđanja dok je u inačici SR-71B iza pilota, u nešto uzdignutijoj kabini smješten pilot-instruktora. Izviđačka oprema smještena je u nosu i na još pet mjesta u prednjem dijelu trupa.

## Tehničke karakteristike (SR-71A)
Osnovne karakteristike
- posada: 2
- dužina: 32,74 m
- raspon krila: 16,94 m
- površina krila: 170 m
- visina: 5,64 m

Letne karakteristike
- najveća brzina: 3,3 M
- dolet: 5.925 km
  - borbeni dolet: 5.400 km
- brzina penjanja: 60 m/s
- najveća visina leta: 25.900 m
- specifično opterećenje krila: 460 kg/m2
- motor: 2× Pratt & Whitney J58-1 turbomlazna motora s naknadnim izgaranjem